# Umek
Umek, né Uroš Umek le 16 mai 1976 à Ljubljana, est un disc jockey et producteur slovène. Il est considéré comme pionnier des musiques électroniques en Slovénie. Très prolifique, ses mixes et ses collaborations sont très éclectiques. En 2009, il est classé 39e aux 100 meilleurs DJ internationaux établi par le magazine DJ Mag, soit le premier DJ slovène du classement. Il est classé 50e en 2010 et 60e en 2011 59e en 2012, 97e en 2013, et 75e en 2014.

## Biographie
En 2006, Umek publie le single Posing as Me, un hit en Slovénie. En 2007, il anime l'émission Essential Mix sur la BBC Radio 1 en novembre. Il se fait plus connaitre en France en 2008, grâce au son de Army of Two qui est le titre le plus diffusé sur FG DJ Radio en 2009. Lors d'une interview pour le magazine DJ Mag, il explique que son objectif principal est de promouvoir la musique électronique. Il voit également la technologie comme un contributeur au développement de la musique électronique et estime que « le futur appartient aux ordinateurs, aux nouveaux logiciels et aux nouveaux matériels qui nous permettront de traiter la musique de nouvelles manières. »
En 2010, il remporte le prix de « meilleur artiste techno » aux Beatport Music Awards, et est nommé en 2013 « meilleur DJ techno » aux EMPO Awards. Aussi en 2013, sa chanson Goes On est nommée « meilleure chanson techno » aux International Dance Music Awards. L'année suivante, il remporte le prix d'artiste techno/tech house.

## Discographie

### EP
- 1998 : Urtoxen EP
- 1999 : Lanicor
- 1999 : Diflevon EP
- 2000 : Gluerenorm EP
- 2001 : Oranozol
- 2001 : Mechanisms M-P
- 2002 : Gatex
- 2002 : Tikonal
- 2002 : Neuro
- 2003 : The Exorcisor
- 2004 : Disconautiks 1
- 2004 : Zulu Samurai
- 2006 : Another Matter Entirely
- 2006 : I Am Ready EP
- 2006 : Overtake And Command
- 2006 : Akul
- 2006 : Posing as Me
- 2006 : Carbon Occasions
- 2007 : Pint this Story
- 2007 : Anxious On Demand
- 2008 : Army of Two
- 2011 : She Never Wants To Come Down

### Remixes
- Ben Long - RMX Umek Potential 5
- Space DJ'z - RMX Umek Potential 6
- La Monde vs. Levatine - RMX Umek Monoid 21
- Jamie Bissmire & Ben Long  - Ground 8
- Lucca - Mirrage, Umek Remix
- Laibach - Tanz Mit Laibach - Umek Rmx (Novamute)
- Depeche Mode - I Feel Loved - Umek Remix (NovaMute, Pias)
- Nathan Fake - Outhouse - Umek Astrodisco Rmx (Recycled Loops)
- Julian Jeweil -Air Conditionne - Umek Remix (Skryptom)
- Fergie - Exit People (Umek 1605 remix)